# Аллигаторы
Аллига́торы (лат. Alligator, исп. el lagarto — ящерица) — род, включающий всего два современных вида: американский, или миссисипский аллигатор (Alligator mississippiensis) и китайский аллигатор (Alligator sinensis).

## Описание
От других представителей отряда крокодилов аллигаторы отличаются более широкой мордой; глаза у них расположены более дорсально (в верхней части головы). Окраска обоих известных видов тёмная (часто почти чёрная), но зависит от цвета окружающей воды. Так, при наличии водорослей она может быть более зелёной, при высоком содержании в воде дубильной кислоты от нависающих деревьев окраска становится более тёмной. По сравнению с настоящими крокодилами (особенно представителями рода Crocodylus) у аллигаторов при закрытой челюсти видны только верхние зубы; правда, у некоторых особей зубы деформированы настолько, что это создаёт трудности при идентификации.
У крупных аллигаторов глаза отсвечивают красным цветом, у небольших — зелёным. По этому признаку аллигатора можно обнаружить в тёмное время суток.
Самый крупный аллигатор, когда-либо зафиксированный в истории, был обнаружен на острове Марш (англ. Marsh Island) в американском штате Луизиана — его длина составила 5,8 м, а масса — около тонны. Однако достоверность этих данных вызывает сомнения у многих специалистов. Считается, что самые крупные миссисипские аллигаторы едва ли могут вырасти более чем до 4,5 метра. Китайский аллигатор значительно меньше, его длина редко превышает 2 м, хотя в прошлом поступали сообщения и о трехметровых особях.

## Распространение

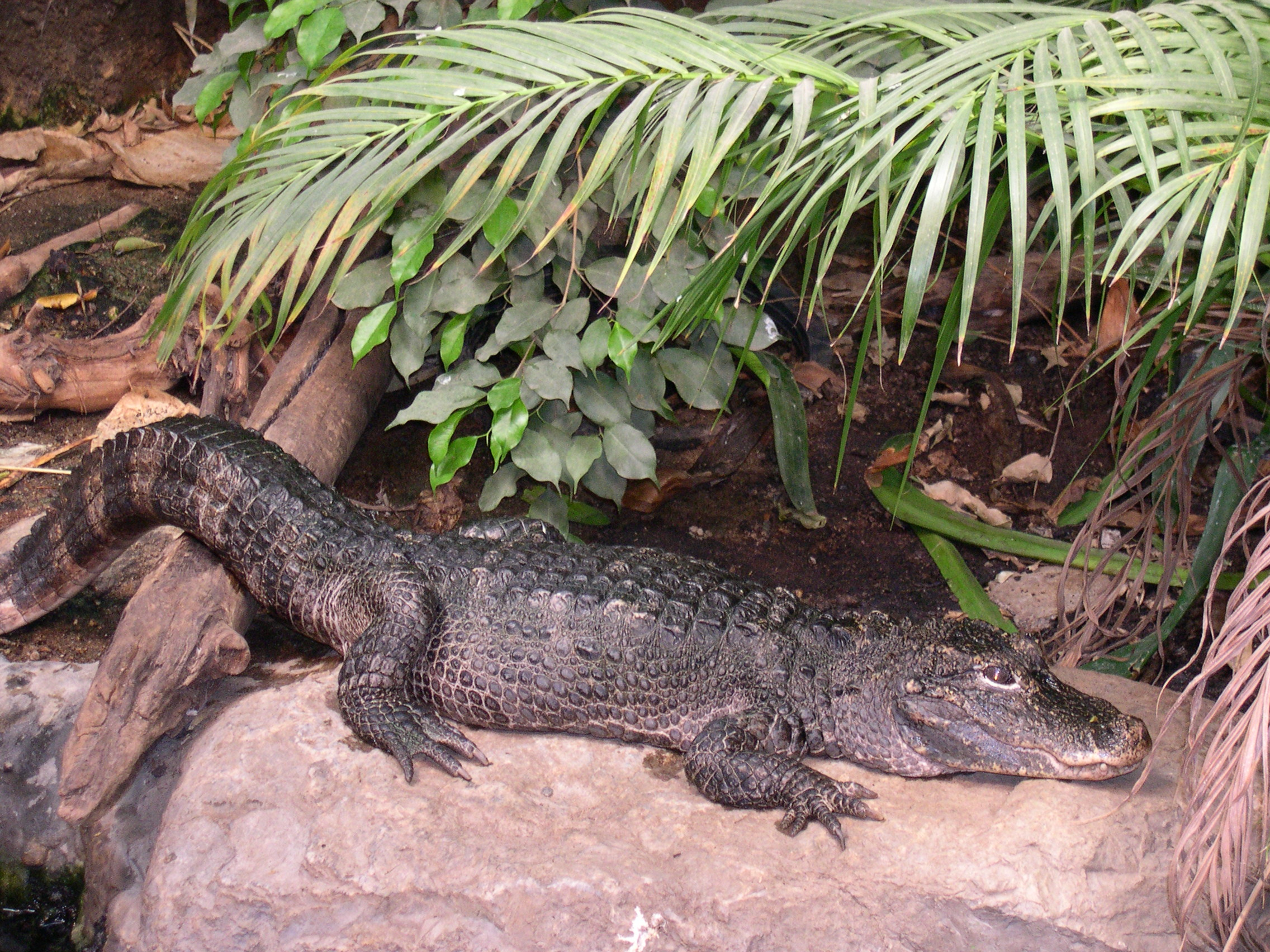
Китайский аллигатор

В мире есть только две страны, где обитают представители этого рода — это Соединённые Штаты Америки и Китай. Китайский аллигатор находится под угрозой исчезновения и обитает только в долине реки Янцзы. Американский аллигатор обитает на восточном побережье США от Северной Каролины до Техаса. Большинство американских аллигаторов живут в штатах Флорида и Луизиана. Только во Флориде их численность превышает 1 млн особей. Единственным местом на Земле, где сосуществуют аллигаторы и настоящие крокодилы, является Флорида.
B Северной Каролине аллигаторы переживают похолодание, вмёрзнув в лёд и высунув над его поверхностью лишь нос. Аллигаторы находятся в воде неподвижно, пока вода замерзает вокруг их носов. Они как будто чувствуют, когда вода находится «в точке замерзания», и высовывают нос над поверхностью в самый подходящий момент. После этого аллигаторы впадают в некое подобие зимней спячки, пока лед не начнёт таять. Также аллигаторы не реагируют, когда их беспокоят в замороженном состоянии

## Образ жизни
Аллигаторы считаются наиболее социальными и толерантными к особям своего вида представителями отряда крокодилов. Но несмотря на это, крупным самцам свойственна сезонная территориальность: во время сезона размножения они стараются придерживаться небольших индивидуальных участков, которые они защищают от других самцов. Самок и более мелких самцов в любое время года можно увидеть в непосредственной близости друг от друга.
Несмотря на свой довольно большой вес и медленный обмен веществ, в воде на короткой дистанции они могут развивать высокую скорость — свыше 30 км/ч.

## Питание
Аллигаторы питаются почти всем, что они в состоянии поймать. Молодые особи охотятся на рыбу, насекомых, улиток и ракообразных. По мере роста миссисипские аллигаторы выбирают более крупную жертву: крупную рыбу, такую как панцирные щуки (Lepisosteidae); черепах, мелких млекопитающих, птиц и других рептилий, в то время как китайские аллигаторы, в силу своих небольших размеров, все равно употребляют большое количество совсем маленьких животных. В желудках аллигаторов часто находят и инородные тела. Если аллигаторы достаточно голодны, они могут употребить в пищу и падаль. Взрослые миссисипские аллигаторы иногда могут охотиться на оленей, диких свиней или даже более молодых аллигаторов, хотя они намного хуже большинства настоящих крокодилов и черного каймана приспособлены для захвата крупной добычи. Известно несколько случаев, когда во Флориде аллигаторы охотились на пум, черных медведей, ламантинов, коров и лошадей. В основном аллигаторы в состоянии проглотить свою обычную жертву разом, мгновенно раздавив её челюстями. Более крупных и редких в своем рационе животных они тащат в воду и вращают зубами до тех пор, пока не оторвут от неё части, достаточно мелкие для проглатывания целиком, а жертва не умрёт от нехватки воздуха или полученных ран.
Нападение на человека происходит очень редко — в отличие от настоящих крокодилов они не рассматривают человека в качестве жертвы. Но количество нападений миссисипских аллигаторов на человека в последнее время увеличилось. Если в 1970-е — 1990-е годы в США было зарегистрировано только 9 смертельных случаев, то только с 2001 по 2006 год было совершено 11 нападений со смертельным исходом. Долгое время люди полагали, что аллигаторы, в отличие от настоящих крокодилов, боятся человека, и в принципе это утверждение верно. Однако такой подход привёл к ненужному риску среди некоторых людей, которые вступают в места их обитания и провоцируют животных на агрессию. Китайские аллигаторы считаются самыми спокойными представителями отряда крокодилов и на людей не нападают.

Питание Аллигаторов
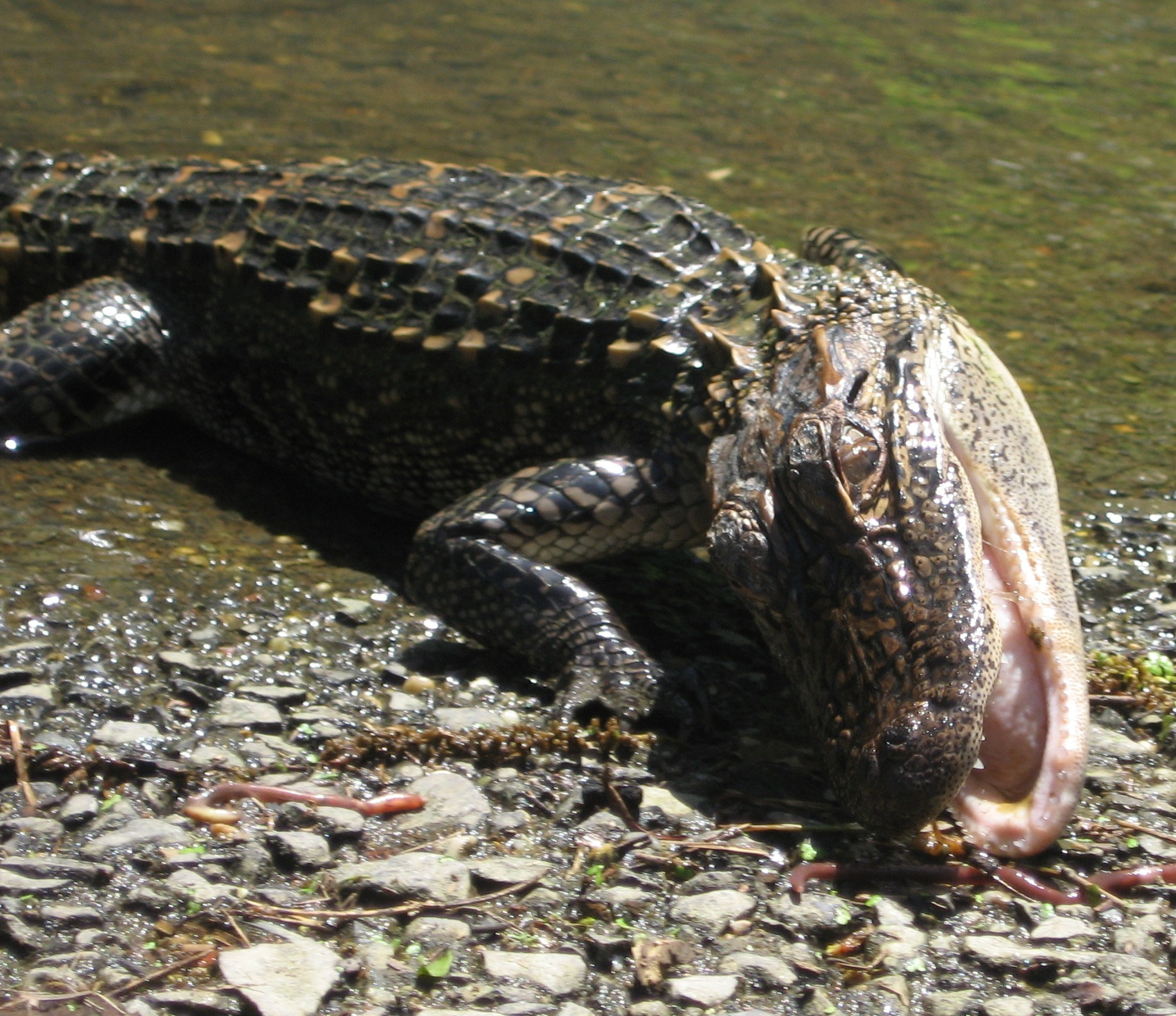
Молодой миссисипский аллигатор поедает червей
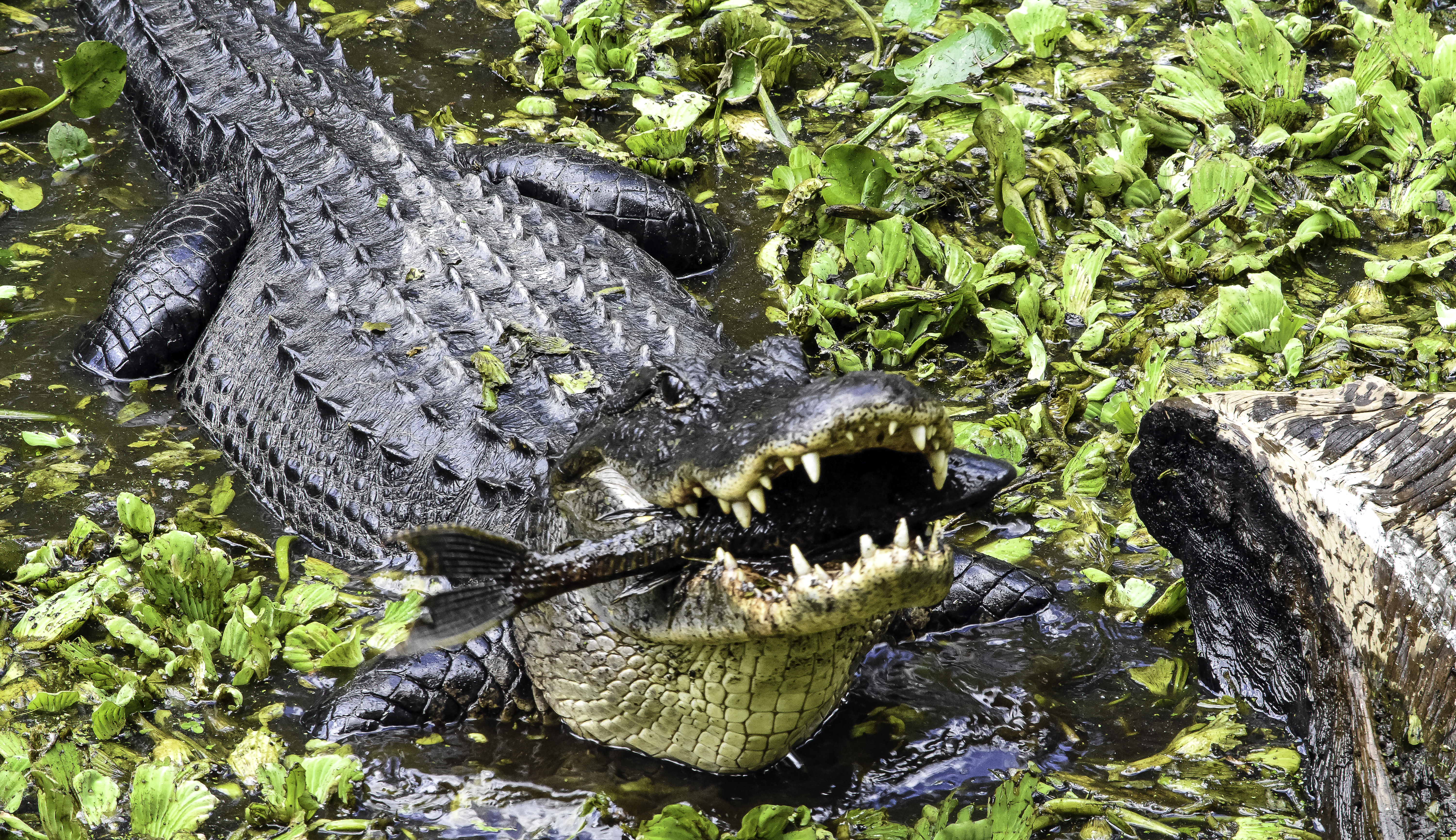
Миссисипский аллигатор поедает рыбу
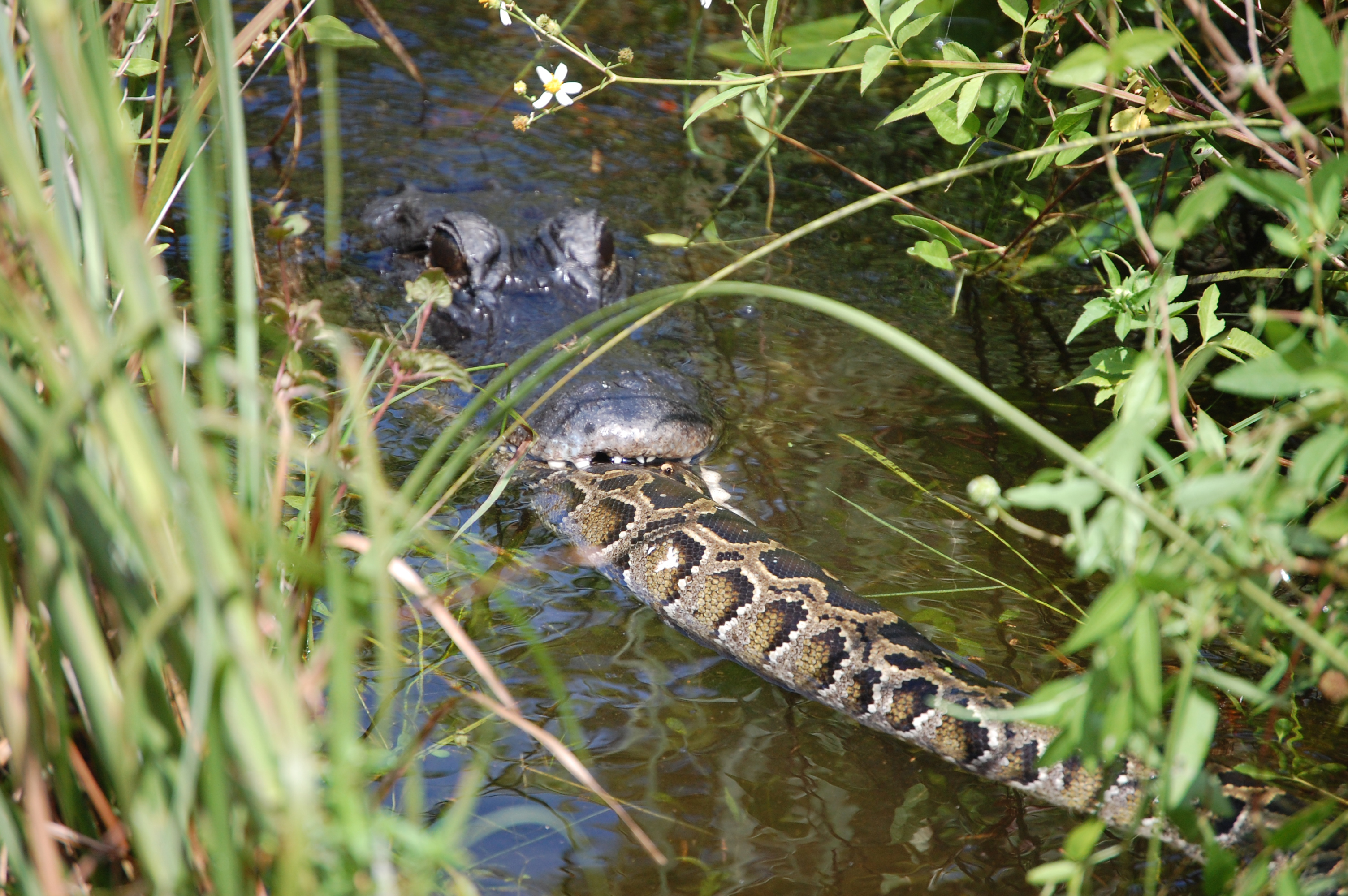
миссисипский аллигатор поедает тёмного тигрового питона
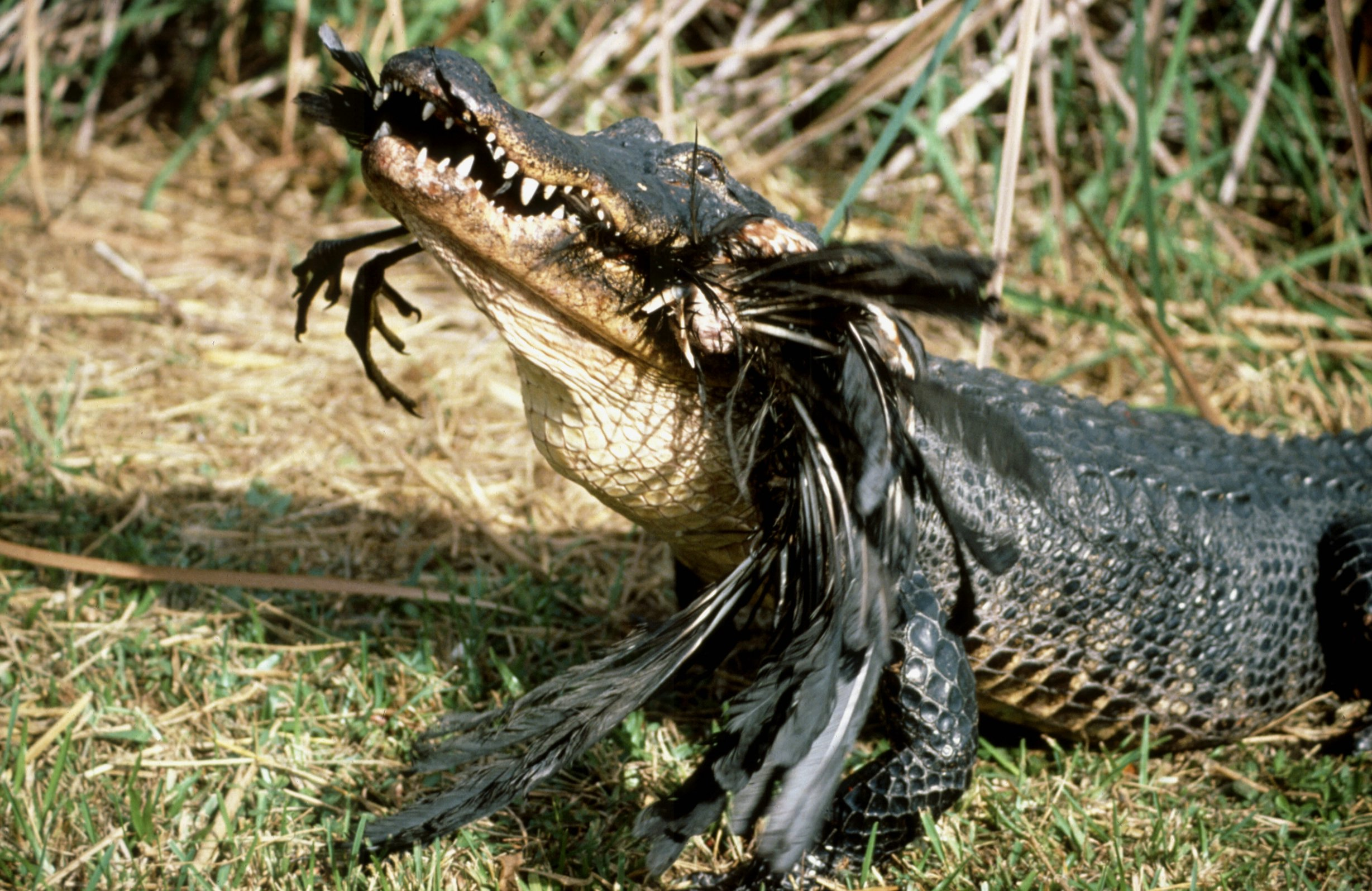
миссисипский аллигатор поедает птицу

## Размножение

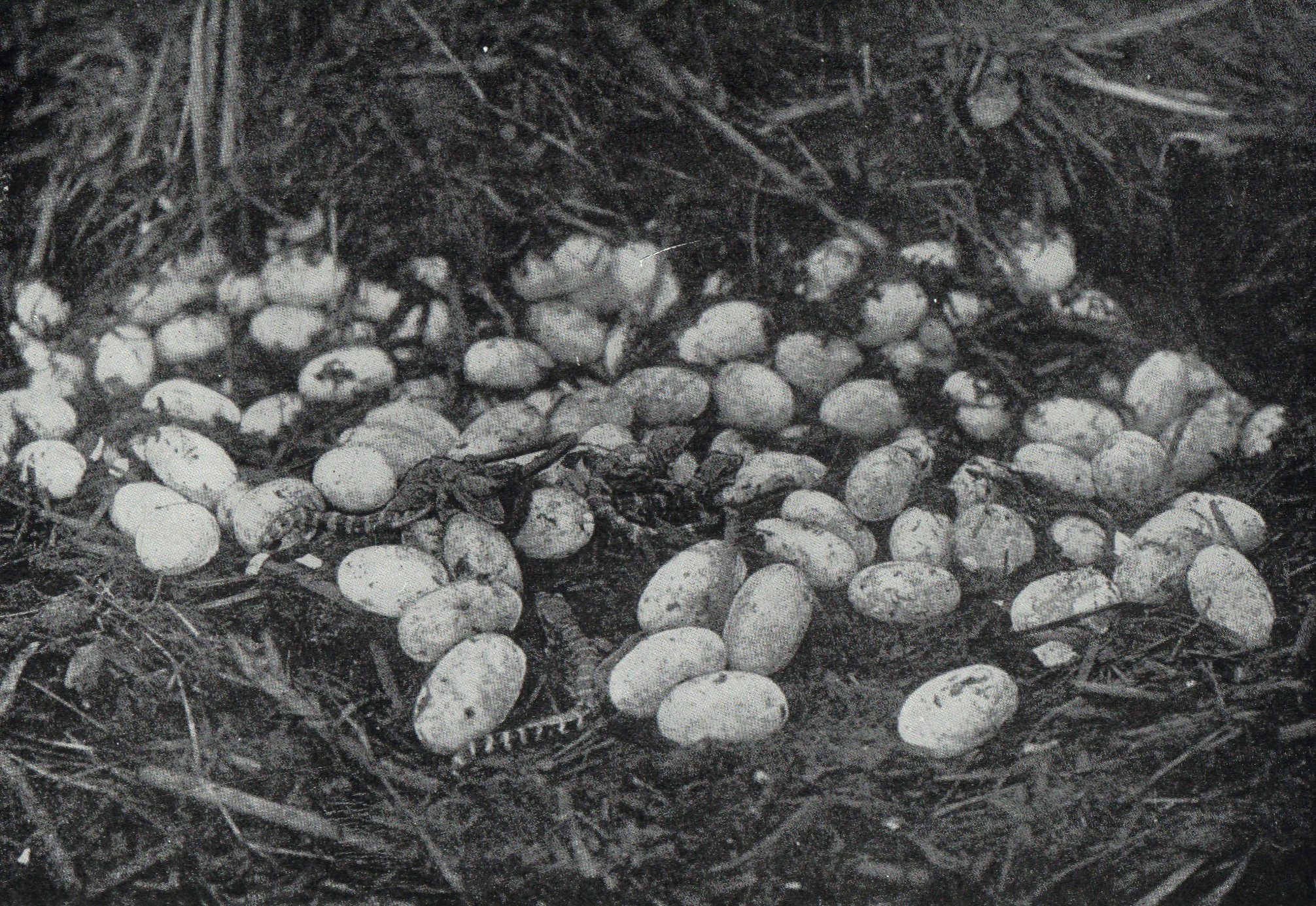
Гнездо аллигаторов с детёнышами

Половая зрелость аллигаторов зависит более от размера, нежели от возраста. Считается, что миссисипский аллигатор достигает половой зрелости, когда его длина превышает 180 см, в то время как меньшие китайские аллигаторы уже способны размножаться при длине чуть более метра. Брачный период длится весной, когда вода становится тёплой. Самка строит гнездо из травы и откладывает туда 20—70 яиц в зависимости от своего размера. Затем она охраняет гнездо от хищников и помогает вылупившимся детёнышам добраться до воды. Если детёныши остаются поблизости, она примерно в течение года даёт им защиту.

## Разведение
Разведение аллигаторов для получения кожи широко распространено в штатах Флорида, Техас и Луизиана. В совокупности эти штаты ежегодно производят порядка 45 тыс. шкур. Также растёт рынок мяса аллигаторов, на сегодняшний день он составляет около 150 тыс. килограммов в год. Китайский аллигатор находится на грани исчезновения и их разводят в основном в целях сохранения вида.

### Разница между настоящими крокодилами и аллигаторами
Самое большое различие — в их зубах. Когда челюсти у настоящих крокодилов сомкнуты, то виден большой четвёртый зуб нижней челюсти. У аллигаторов же верхняя челюсть закрывает эти зубы. Также их можно отличить по форме морды: у настоящих крокодилов морда острая, V-образная, у аллигаторов — тупая, U-образная.
|  |  |